# 서대문구 병
서대문구 병은 대한민국의 옛 국회의원 선거구이다. 당시 서울특별시 서대문구의 일부 지역을 관할했다.

## 역사
제8대 국회의원 선거를 앞두고 서대문구 을 선거구의 일부 지역이 서대문구 병으로 분구되면서 신설되었다.
제9대 국회의원 선거를 앞두고 서대문구 갑, 을, 병 선거구가 서대문구 단일 선거구로 합쳐지면서 폐지되었다.

## 역대 국회의원
| 선거   | 정당 | 정당   | 의원   |
| ------ | ---- | ------ | ------ |
| 1971년 |      | 신민당 | 윤제술 |

## 역대 선거 결과

### 대한민국 제8대 국회의원 선거
|  | 65.72% |

|  | 31.15% |

|  | 3.12% |